# Convento di San Nicolò Minore
Il convento di San Nicolò Minore, detto anche San Nicolella o San Nicola dei Triscini a Catania, occupa l'angolo sud-ovest dei Quattro Canti tra le vie di Sangiuliano, Etnea, Biscari e Manzoni. Il suo aspetto attuale è posteriore al terremoto del Val di Noto del 1693.

## Storia
Il convento apparteneva al Terzo ordine regolare francescano che ottenne licenza di edificare un convento a Catania nel 1606 nel luogo dove ora sorgono i Quattro Canti, area che, prima del terremoto del 1693 che distrusse il convento e l'intera città, portava il nome di "Piano dei Trixini".
In seguito alla ricostruzione, l'Ordine tenne l'edificio fino alla soppressione delle corporazioni religiose del 1866 voluta dal governo unitario.
Adiacente al Monastero sorgeva la Chiesa di San Nicolò Minore, popolarmente detta San Nicolella, che affacciava sulla via Alessandro Manzoni (prima del 1693 via Trixini, poi divenuta dei scoppettieri) e sulla piccola piazza intitolata a San Nicolella, dove sorge il palazzo della Questura, alle spalle del palazzetto Biscari. Demolita nel 1955, fu sostituita da un palazzo moderno a più piani. Un'epigrafe in un angolo ne ricorda il costruttore, l'imprenditore catanese Luigi Umberto Tregua, mentre il portale maggiore dell'inizio del XVIII secolo fu smontato e rimontato sul fianco della Chiesa di San Sebastiano in piazza Federico II di Svevia di fronte al castello Ursino.
Sempre all'interno dell'originario complesso conventuale sorge la piccola Chiesa del Santissimo Sacramento al Duomo (in via Biscari) dei primi del 1700, in origine sede dell'omonima arciconfraternita.
Dal 1866 l'edificio, in parte adibito dal comune a sede di uffici in parte ceduto a privati, è stato notevolmente modificato tanto che è ormai quasi impossibile individuarne l'antica destinazione d'uso, anche perché già nei primi anni del secolo XIX i padri terziari dovettero cedere a privati parte del convento. Le finanze dei Regolari catanesi erano infatti in così cattivo stato che la parte dell'edificio prospettante sui quattro canti era rimasta incompleta, e il comune, preoccupato che il quarto angolo rimanesse solo sulla carta rovinando la monumentalità dell'incrocio, riuscì ad ottenere dall'ordine la cessione dell'area a privati, dietro pagamento di un affitto, i quali privati avevano l'obbligo di completare la quinta monumentale.